# Mikuláš V. (vzdoropapež)
Mikuláš V. (Lat. Nicolaus Quintus), vl. jménem Pietro Rainalducci ( 3. čtvrtina 13. století, Corvara - 16. října 1333, Avignon) byl františkánský mnich a vzdoropapež Jana XXII. (od 12. května 1328 do 25. července 1330). Do papežských dějin se zapsal jako oběť mocenské politiky římskoněmeckého krále Ludvíka IV. Bavora.

## Životopis
Biografické údaje o něm jsou velmi skromné. Historie ho uvádí zejména v souvislosti s jeho veřejným účinkováním.
Pocházel z chudé rodiny z města Borgorose (jeho místní části Corvara), ležícího ve východní často dnešního regionu Lazio. Původně byl obyčejným člověkem; v roce 1305 se oženil. Po pěti letech však manželku opustil a vstoupil do františkánského řádu. Několik dalších let žil v klášteře Santa Maria Aracoeli v Římě.
Vcelku nenápadný a bezvýznamný řeholník se na výsluní dostal jako oběť sporu krále Ludvíka IV. Bavora s papežem Janem XXII. Spor pramenil v neochotě papeže rozhodnout o novém říšském panovníkovi. Oba kandidáti - Ludvík IV. i rakouský vévoda Fridrich I. Habsburský - se na papeže obrátili s žádostí o rozhodnutí. Jan XXII. apelaci přijal, ale nevydal žádný rozsudek, a to ani tehdy, když Ludvík Bavorský získal v Německu převahu. Ludvík IV. to považoval za porušení svých práv a rozhodl se je prosadit silou. Na čele vojska táhl do Itálie, kde se v Římě dal korunovat Římským císařem. Současně se rozhodl sesadit Jana XXII., sídlícího v té době v Avignonu. 12. května 1328 dal kolegiem vybraných římských duchovních zvolit za vzdoropapeže Pietra Rainalducciho, jehož o tři dny později sám korunoval. Pietro Rainalducci přijal jméno Mikuláš V.
Po své intronizaci jmenoval devět kardinálů a několik biskupů, vybraných především z řad řeholníků a odpůrců papeže Jana XXII. Zpočátku se těšil relativně široké podpoře, zejména z míst, ve kterých měla převahu německá strana, a které odmítaly politiku Jana XXII. Své příznivce měl i mezi preláty, kteří se již dříve dostali do sporů s papežem.
Ludvík IV. Bavor však o necelé tři měsíce později opustil Řím a Mikuláš V., jehož popularita mezitím prudce klesala, odešel s ním. Několik měsíců strávil na cestách. 3. ledna následujícího roku se v Pise připojil k císaři. Ve snaze vyvolat před světem dojem právní moci svého úřadu, zorganizoval v únoru akt sesazení papeže Jana XXII. Slaměná, do papežských šatů oděná figura, představující Jana XXII., byla degradována na světskou osobnost. Janovou odpovědí byla Mikulášova exkomunikace.
V dubnu 1329 však Mikuláš V. přerušil se svým ochráncem styky. Z papežského úřadu se stáhl. Jan XXII. požadoval aby se Mikuláš úřadu i veřejně zřekl. Po příslibu odpuštění a doživotní penze se Mikuláš V., nyní již opět jako Pietro z Corvara, prostý řeholník, dostavil 24. srpna 1329 do Avignonu, kde se před Janem XXII. kajícně prohlásil schizmatickým papežem. Jan XXII. mu odpustil, ale nedovolil mu opustit Avignon. Pietro zde prožil ještě následující tři roky, zavřený v papežské rezidenci. 16. října 1333 zde i zemřel.